# ガラスの城の約束 (映画)
『ガラスの城の約束』（ガラスのしろのやくそく、The Glass Castle）は2017年のアメリカ合衆国の伝記映画。
監督はデスティン・ダニエル・クレットン、出演はブリー・ラーソンとウディ・ハレルソンなど。
アメリカ合衆国のコラムニスト、ジャネット・ウォールズの同名ベストセラー回顧録を映画化した作品で、ホームレス同然の破天荒な両親に振り回され続けた子ども時代と、そんな両親に愛憎入り交じる複雑な感情を抱える主人公の心の軌跡を描いている。

## ストーリー
ジャネットの両親は変わり者だ。父は電気工などをしており、知識も豊富で正義感も強いがアルコール中毒で、一つの職にとどまることができない。いつかガラスの城を作ってやると言い、子供たちを外へ連れ出して、ベテルギウスなどの星をプレゼントする。母は芸術家肌で文学作品も耽読し、絵を描くが時おり教師の仕事をするだけで、姉、弟、妹の六人家族は決まった家もなく、ゴミ箱をあさるような生活をしている。ジャネットは子供のころ料理をしていて大やけどを負った。父は酒を断とうとするがついに断てなかった。西海岸からウェストヴァージニアへ移った一家からジャネットはニューヨークの大学へ奨学金で行くがカネに困る。母は土地を相続していたがそれを放置していたと知ったジャネットは怒って両親と絶縁するが、父が死に瀕していると知って会いに行く。人気コラムニストが描いた実話を元にした映画である。

## キャスト
※括弧内は日本語吹替
- ジャネット・ウォールズ（英語版）: ブリー・ラーソン（久嶋志帆） - ニューヨーク・マガジンの人気コラムニスト。
  - 8歳時: チャンドラー・ヘッド
  - 11歳時: エラ・アンダーソン（英語版）
- レックス・ウォールズ: ウディ・ハレルソン（多田野曜平） - ジャネットの父。
- ローズマリー・ウォールズ: ナオミ・ワッツ（藤本喜久子） - ジャネットの母。
- デヴィッド: マックス・グリーンフィールド - ジャネットの婚約者。証券アナリスト。
- ローリ・ウォールズ: セーラ・スヌーク（東内マリ子） - ジャネットの姉。
  - 10歳時: オリヴィア・ケイト・ライス
  - 13歳時: セイディー・シンク
- ブライアン・ウォールズ: ジョシュ・カラス - ジャネットの弟。
  - 6歳時: イアン・アーミテージ
  - 9歳時: チャーリー・ショットウェル
- モーリーン・ウォールズ: ブリジェット・ランディ＝ペイン（英語版） - ジャネットの妹。
  - 3歳時: イーデン・グレイス・レッドフィールド
  - 幼少時: シュリー・クルックス

## 製作
2012年4月に映画の製作が発表された時点では主演はジェニファー・ローレンスとされていたが、男性の主演が決まらなかったことからローレンスが降板し、2015年10月にブリー・ラーソンに変更されるとの報道がなされた。

## 作品の評価
Rotten Tomatoesによれば、批評家の一致した見解は「『ガラスの城の約束』は感動的な実話と努力家なキャストを有しているが、それだけでは題材に対するアプローチの根本的な見当違いを打ち消すには十分ではない。」であり、164件の評論のうち高評価は52%にあたる85件で、平均点は10点満点中6点となっている。
Metacriticによれば、40件の評論のうち、高評価は14件、賛否混在は26件、低評価はなく、平均点は100点満点中56点となっている。